# Festuca potaninii
Festuca potaninii är en gräsart som beskrevs av Nikolai Nikolaievich Tzvelev och Evgenii Borisovich Alexeev. Festuca potaninii ingår i släktet svinglar, och familjen gräs. Inga underarter finns listade i Catalogue of Life.